# Mattias Gestranius
Mattias Gestranius (* 7. Juni 1978 in Pargas) ist ein finnischer Fußballschiedsrichter.
Gestranius ist seit dem Jahr 2009 Schiedsrichter in der finnischen Veikkausliiga. Ab 2011 pfiff er als FIFA-Schiedsrichter und leitete im August 2010 sein erstes Länderspiel in seiner Karriere. Im Jahr 2012 nahm er an der U-17 Europameisterschaft in Slowenien teil. Im Jahr 2012 leitete er zudem ein Spiel im Baltic Cup. Bis zur Saison 2022/23 zählte Gestranius zur Gruppe der UEFA-First-Category-Schiedsrichter.

## Statistiken

### Einsätze bei der U-17 Europameisterschaft 2012
| Anlass       | Datum        | Spielort | Heimmannschaft | Gastmannschaft | Ergebnis  |
| ------------ | ------------ | -------- | -------------- | -------------- | --------- |
| Gruppenphase | 4. Mai 2012  | Lendava  | Polen          | Belgien        | 1:0 (0:0) |
| Gruppenphase | 10. Mai 2012 | Domžale  | Island         | Georgien       | 0:1 (0:0) |